# Elaeocarpus petelotii
Elaeocarpus petelotii är en tvåhjärtbladig växtart som beskrevs av Merrill. Elaeocarpus petelotii ingår i släktet Elaeocarpus och familjen Elaeocarpaceae. Inga underarter finns listade i Catalogue of Life.